# Флаг Орджоникидзевского района
Флаг муниципального образования Орджоники́дзевский район Республики Хакасия Российской Федерации — опознавательно-правовой знак, служащий официальным символом муниципального образования.
Флаг утверждён 22 ноября 2011 года и внесён в Государственный геральдический регистр Российской Федерации с присвоением регистрационного номера 7337.

## Описание
«Прямоугольное зелёное полотнище с отношением ширины к длине 2:3, с голубой полосой в ? полотнища вдоль верхнего края, на которой изображены две белые горные вершины, смещённые к древку. Ближняя к древку горная вершина выше и расположена впереди другой. На зелёной части изображён жёлтый сноп из девяти пшеничных колосьев, перевязанный золотой лентой».

## Обоснование символики
Орджоникидзевский район находится на северо-западе Республики Хакасия. В состав Орджоникидзевского района, как муниципального образования, входят девять поселений. Территория района находится в трёх почвенно-географических поясах — лесостепном, горно-таёжном и незначительной частью — в степном. Среди естественной растительности района преобладают леса. Особенно много лиственных и пихтовых лесов. Менее распространены луга, большая часть которых лесного происхождения. Несмотря на обилие лесов, район является сельскохозяйственным.
Достопримечательностью района являются расположенные в высокогорном поясе Кузнецкого Алатау на площади 4237 га Ивановские озёра. Это озёра ледникового происхождения, пополняющиеся ежегодно за счёт осадков и таяния, длительно сохраняющихся снежников Кузнецкого Алатау, имеющие прозрачную пресную воду. Этот памятник природы, который можно сравнить со Швейцарией, окружен субальпийскими и альпийскими лугами, пихтовым редколесьем, горной тундрой (единственной в Хакасии), уникальными рощами из берёзы извилистой, каскадами озёр с водопадами. В районе озёр имеется большой снежник (до 1 км.), который является местом тренировки горнолыжников в летнее время.
Зелёный цвет флага символизирует собой леса, занимающие более 70 % территории Орджоникидзевского района.
Сноп из девяти колосьев символизирует собой сельскохозяйственную направленность Орджоникидзевского района, а также девять поселений, входящих в его состав.
Голубая полоса символизирует собой Ивановские озёра и небо над ними.
Две белые горные вершины — высокогорную часть района, большую часть года, покрытую снегом.
Голубой цвет (лазурь) — символ возвышенных устремлений, искренности, преданности, возрождения.
Зелёный цвет символизирует весну, здоровье, природу, надежду.
Жёлтый цвет (золото) — символ высшей ценности, величия, великодушия, богатства, урожая.
Белый цвет (серебро) — символ чистоты, ясности, открытости, божественной мудрости, примирения.

## История
30 апреля 2009 года, в целях реализации статьи 9 Федерального закона от 6 октября 2003 года «Об общих принципах организации местного самоуправления в Российской Федерации» об установлении официальных символов муниципальных образований, решением Совета депутатов Орджоникидзевского района № 23, была образована временная комиссия по установлению официальных символов муниципального образования Орджоникидзевский район.
15 июня 2009 года, решением Совета депутатов Орджоникидзевского района № 36-6, был объявлен конкурс на эскизы герба и флага муниципального образования Орджоникидзевский район.
22 ноября 2011 года, решением Совета депутатов Орджоникидзевского района № 80-31 «О проекте Положения о флаге Орджоникидзевского района Республики Хакасия», был утверждён проект флага Орджоникидзевского района, который был направлен в Геральдический совет при Президенте Российской Федерации.
12 декабря 2011 года, постановлением Администрации Орджоникидзевского района № 839, была утверждена муниципальная целевая программа «Разработка и установление официальных символов Орджоникидзевского района на 2011—2012 гг.». Целью данной Программы являлось установление официальных символов (герба и флага) Орджоникидзевского района и порядка их использования. Руководителем Программы и основным исполнителем являлся Совет депутатов Орджоникидзевского района.
После государственной регистрацией флага Орджоникидзевского района и выдачи геральдического свидетельства, 21 февраля 2012 года, решением Совета депутатов Орджоникидзевского района № 2-2, в названии решения от 22 ноября 2011 года № 80-31 слова «О проекте» были заменены словами «Об утверждении».